# Richard Merlini
Pour les articles homonymes, voir Merlini.
Richard Merlini, né le 27 janvier 1965 à Montréal, est un homme politique québécois.

## Biographie
Avant de se lancer en politique, il est commis de bureau de 1981 à 1987, membre du conseil d'administration de 1983 à 2007 et vice-président de la production de 1988 à 2007 pour Premcor Ltée à Saint-Lambert. Il est membre de la Chambre de commerce de la Rive-Sud de 1991 à 1995 et président de l'Association des gens d'affaires de La Prairie en 1994 et en 1995. Il est également membre du conseil d'établissement des écoles Champlain et St. Lawrence de Candiac de 2000 à 2006, moniteur chez les scouts de Candiac et de Greenfield Park de 2001 à 2007 et instructeur de soccer à La Prairie à compter de 2001.
Richard Merlini est candidat aux élections municipales de Saint-Lambert (1990), membre de la Chambre de commerce de la Rive-Sud (1991-1995), candidat aux élections municipales de La Prairie (2003) et vice-président de l'Action démocratique du Québec (2006-2007).
Il est élu député de Chambly à l'élection générale québécoise de 2007 sous la bannière de l'Action démocratique du Québec. Il devient porte-parole de l'opposition officielle en matière d'énergie le 19 avril 2007, membre de la Commission de l'économie et du travail le 23 mai 2007 et président de séance le 23 mai 2007. Lors de l'élection générale québécoise de 2008, il est défait par le péquiste Bertrand St-Arnaud. En 2014, il fait un retour en politique en devenant député de la circonscription de La Prairie sous la bannière du Parti libéral du Québec.

### Formation académique
- Diplôme d'études collégiales en sciences, Collège André-Grasset, Montréal (1984)
- Baccalauréat en science politique et en histoire, Université Concordia, Montréal (1988)
- Toastmaster compétent (certificat de compétence en communications), Toastmasters International, Saint-Lambert (1992)

## Résultats électoraux
|                                                                                               | Nom                       | Parti              | Nombre de voix | %      | Maj.  |
| --------------------------------------------------------------------------------------------- | ------------------------- | ------------------ | -------------- | ------ | ----- |
|                                                                                               | Christian Dubé            | Coalition avenir   | 14 511         | 43,1 % | 6 442 |
|                                                                                               | Richard Merlini (sortant) | Libéral            | 8 069          | 24 %   | -     |
|                                                                                               | Cathy Lepage              | Parti québécois    | 5 290          | 15,7 % | -     |
|                                                                                               | Daniel Blouin             | Québec solidaire   | 4 362          | 13 %   | -     |
|                                                                                               | Alexandre Caron           | Vert               | 694            | 2,1 %  | -     |
|                                                                                               | Alain Desmarais           | Conservateur       | 379            | 1,1 %  | -     |
|                                                                                               | Boukare Tall              | NPD Québec         | 222            | 0,7 %  | -     |
|                                                                                               | Liana Minato              | Parti 51           | 66             | 0,2 %  | -     |
|                                                                                               | Normand Chouinard         | Marxiste-léniniste | 41             | 0,1 %  | -     |
| Total                                                                                         | Total                     | Total              | 33 634         | 100 %  |       |
| Le taux de participation lors de l'élection était de 74,8 % et 549 bulletins ont été rejetés. |                           |                    |                |        |       |